# Conseil des ministres du Pérou
Le Conseil des ministres du Pérou est la réunion de tous les ministres désignés par le gouvernement péruvien. Il est souvent présidé par le président du Conseil des ministres, appelé à tort Premier ministre par certains médias, lorsque le président de la République est absent.
Tous les ministres sont nommés directement par le président de la République, sur proposition du président du Conseil des ministres. Les fonctions du Conseil sont définies par la Constitution comme suit :
- approuver des projets de loi proposés par le Président de la République devant le Congrès ;
- approuver des décrets législatifs, d’urgence et des résolutions dictés par le Président de la République, ainsi que des projets de loi, des décrets et des résolutions disposés par la loi ;
- délibérer sur des sujets d’intérêt public.

## Gouvernement actuel
| Image                 | Fonction                                                        | Nom | Nom                         | Parti                |
| --------------------- | --------------------------------------------------------------- | --- | --------------------------- | -------------------- |
|                       | Présidente de la République                                     |     | Dina Boluarte               | Indép.               |
| Conseil des ministres |                                                                 |     |                             |                      |
|                       | Président du Conseil des ministres                              |     | Gustavo Adrianzén           |                      |
|                       | Ministre des Affaires étrangères                                |     | Javier González-Olaechea    | Indép.               |
|                       | Ministre de la Défense                                          |     | Walter Astudillo            | Indép.               |
|                       | Ministre de l'Économie et des Finances                          |     | José Arista Arbildo         | Indép.               |
|                       | Ministre de l’Intérieur                                         |     | Víctor Torres Falcón        | Indép.               |
|                       | Ministre de la Justice et des Droits de l'homme                 |     | Eduardo Arana Ysa           |                      |
|                       | Ministre de l’Éducation                                         |     | Óscar Becerra               | Indép.               |
|                       | Ministre de la Santé                                            |     | César Vásquez Sánchez       |                      |
|                       | Ministre du Développement agraire et de l'Irrigation            |     | Jennifer Contreras Álvarez  | Indép.               |
|                       | Ministre du Travail et de la Promotion de l'emploi              |     | Daniel Maurate              | Indép.               |
|                       | Ministre de la Production                                       |     | Ana María Choquehuanca      | Indép.               |
|                       | Ministre du Commerce extérieur et du Tourisme                   |     | Juan Carlos Mathews Salazar | Indép.               |
|                       | Ministre de l'Énergie et des Mines                              |     | Rómulo Mucho Mamani         | Indép.               |
|                       | Ministre des Transports et des Communications                   |     | Raúl Pérez-Reyes            | Indép.               |
|                       | Ministre du Logement, de la Construction et de l'Assainissement |     | Hania Pérez de Cuéllar      | Indép.               |
|                       | Ministre de la Femme et des Populations vulnérables             |     | Nancy Tolentino Gamarra     | Indép.               |
|                       | Ministre de l'Environnement                                     |     | Juan Castro Vargas          | Indép.               |
|                       | Ministre de la Culture                                          |     | Leslie Urteaga              | Indép.               |
|                       | Ministre du Développement et de l'Inclusion sociale             |     | Julio Demartini             | Chim Pum Callao (es) |